# Driva
Die Driva ist ein 135 km langer norwegischer Fluss in Trøndelag und Møre og Romsdal.
Die Driva hat ihren Ursprung im Dovrefjell. Von dort fließt sie in nördlicher Richtung durch das Drivdal nach Oppdal. Dort wendet sich der Fluss nach Westen. Im Unterlauf durchfließt er das Sunndalen und erreicht schließlich  den Sunndalsfjord, das südöstliche Ende des Tingvollfjords, in den sie bei Sunndalsøra einmündet.
Das Einzugsgebiet der Driva umfasst 2493 km². Ihre wichtigsten Nebenflüsse sind Åmotselva, Vinstra, Ålma, Dørreselva, Festa, Dindøla, Vindøla, Grøvu und Grøa. In die Driva münden die 865 Meter hohen Wasserfälle Vinnufossen.
Das am Fluss gelegene Wasserkraftwerk Driva kraftverk liegt in der Gemeinde Sunndal im Sunndalen. Es wurde 1973 fertiggestellt und hat eine installierte Leistung von 71 MW. Das zugehörige Reservoir bildet der nördlich gelegene regulierte See Gjevillvatnet.
Die Driva war früher ein bekannter Lachsfluss. Durch den Befall der Fische mit dem Ektoparasiten Gyrodactylus salaris wurde die Lachspopulation stark dezimiert. Es gibt Bemühungen, die Fischbestände wieder parasitenfrei zu bekommen.